# Galago moholi
Il galagone sudafricano o galagone minore (Galago moholi Smith, 1836) è un primate strepsirrino della famiglia dei Galagidi.

## Descrizione

### Dimensioni
Misura fino a mezzo metro di lunghezza, per un peso inferiore ai 200 g.

### Aspetto

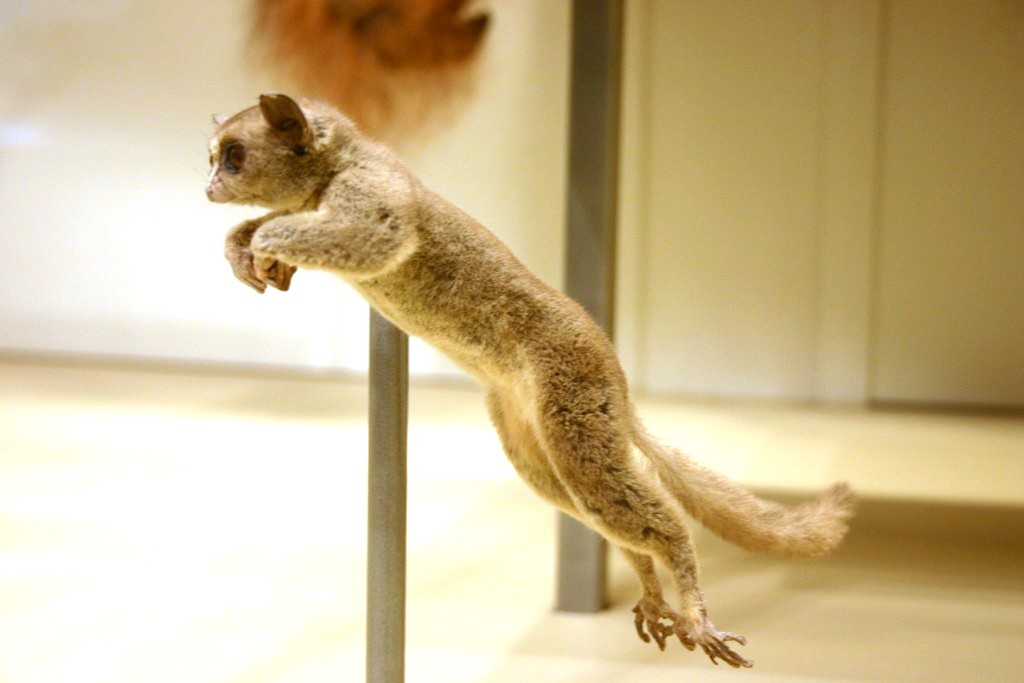

Il pelo è folto e soffice, grigio su tutto il corpo con sfumature giallastre sul ventre.

La testa è tondeggiante, con due grandi occhi rossi. Le orecchie possiedono quattro ponti trasversi, il che consente loro di ruotarle e piegarle indipendentemente l'una dall'altra: l'animale inoltre spesso le accartoccia con fini non ancora chiariti.
Gli incisivi inferiori sono modificati a formare un pettine dentale utile per il grooming: a differenza delle altre specie di Galago, i pollici di questi animali non sono opponibili.

## Biologia
Si tratta di una specie arborea e notturna: questi animali sono solitamente solitari, ma li si può trovare anche a coppie o in piccoli nuclei familiari. Durante il giorno dormono in nidi che costruiscono in una cavità di un tronco d'albero: spesso riciclano i nidi abbandonati di uccello tessitore per dormirci.

Ogni animale occupa un proprio territorio, che a seconda della disponibilità di cibo nell'area può estendersi da 2 a 23 ettari per il maschio e da 5 a 12 ettari per la femmina. I vari animali si tengono in contatto tramite una vasta gamma di suoni: molto diffuso è il lavaggio con urina, dove l'animale bagna le palme delle mani nella sua urina per poi percorrere il proprio territorio. Molto importanti al fine di rafforzare e creare legami fra gli individui sono le operazioni di grooming.

### Alimentazione
Si tratta di animali prevalentemente insettivori, che si nutrono di locuste, farfalle e falene, ma non disdegnano integrare la dieta con frutti, semi e fiori.

### Riproduzione
Una femmina può allevare con successo dalle due alle tre cucciolate l'anno: dopo una gestazione di quattro mesi, essa dà alla luce uno o due cuccioli già ben sviluppati ma che non lasciano il nido natale prima del decimo giorno di vita. Dopo il primo mese il cucciolo inizia ad ingerire cibo solido, ma non può dirsi svezzato prima dei tre mesi e mezzo di vita: la maturità sessuale viene raggiunta fra i nove mesi e l'anno d'età.
In cattività, questi animali vivono anche 17 anni.

## Distribuzione e habitat

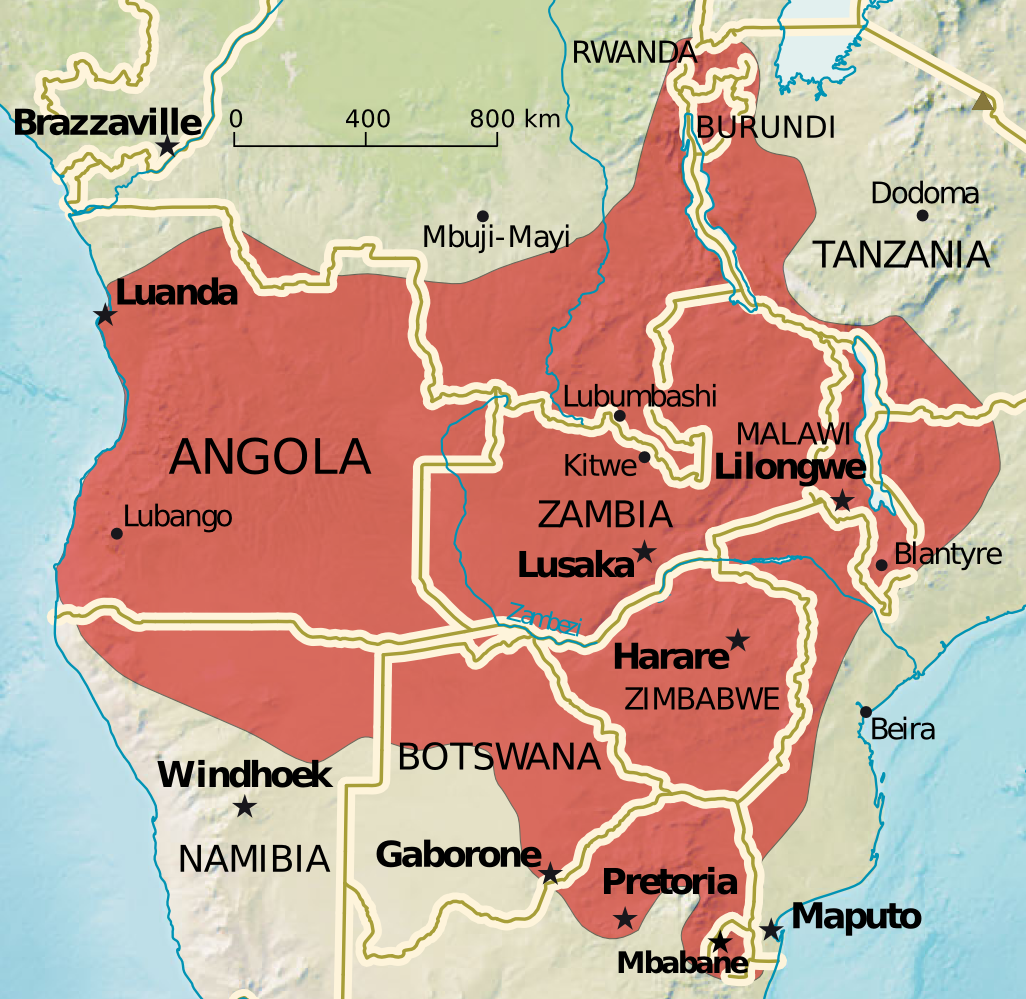
Areale di Galago moholi

È diffuso dall'Angola alla Tanzania a nord sino al Sudafrica a sud. Il suo habitat, a differenza delle altre specie di galagone, sono le savane, le zone cespugliose e la boscaglia.